# M40 (САУ)
155-мм самоходная пушка M40 (англ. 155 mm Gun Motor Carriage M40) — самоходная артиллерийская установка США времён Второй мировой войны, класса самоходных гаубиц, средняя по массе. Известна также под прозвищем «Длинный Том» (англ. Long Tom), данным ей в войсках США. Разработана на шасси танка M4 «Шерман», выпускалась серийно с февраля по декабрь 1945 года. Всего было выпущено 418 экземпляров. M40 принимали ограниченное участие в боях в Северо-Западной Европе весной 1945 года. Впоследствии они широко применялись в Корейской войне. Помимо США, M40 также состояли на вооружении Великобритании и Франции до начала 1950-х годов.
| Год  | 2 | 3  | 4   | 5  | 6  | 7  | 8  | 9  | Всего |
| ---- | - | -- | --- | -- | -- | -- | -- | -- | ----- |
| 1945 | 1 | 60 | 100 | 75 | 51 | 30 | 30 | 71 | 418   |